# A Német Lovagrend háborúi
A Német Lovagrend háborúi során a Német Lovagrend 1226-os lengyelországi letelepedése és az 1466-os második thorni béke között majdnem állandó háborúkban állt. 1233–83 között a történeti Poroszországot, 1237–90 között Livóniát igázta le, majd egy sor háborút vívott a szomszédos országok ellen, kiváltképp a Lengyel Királyság és Litvánia ellen.

## A teuton lovagrend fő háborúi
Az úgy nevezett északi keresztes hadjáratok a Baltikumban, a 13. században
- Poroszországi német keresztes hadjárat – II. Frigyes német-római császár hadjárata a poroszok ellen, amelyben a lovagrend is részt vett.
- Pomezániai keresztes hadjárat (1233–35) – A Német Lovagrend első hadjárata a poroszok ellen, amely már komoly sikerrel fejeződött be.
- Pogezániai keresztes hadjárat (1235–37) – Ez újabb sikeres hadjárattal megtörténik Elbing megalapítása, Hermann von Balk későbbi livóniai landmeister révén.
- Warmiai-Natangeni keresztes hadjárat, 1237–39 – Ezzel a hadjárattal újabb két területtel bővül a rend területe, de ez a poroszok számára sok volt, s még négy év sem adatik meg, hogy az újonnan meghódított törzsi területeken kirobbanjon egy nagy felkelés.
- Novgorodi-lovagrendi háború (1240–42) – Livónia meghódítása után a Német Lovagrend merész vállalkozásba kezdett azzal, hogy elindult Északnyugat-Oroszország leigázására, de az oroszok a Csúd-tavon vívott döntő csatában leverték őket (1242).
- Első porosz felkelés – Az oroszok Német Lovagrendre mért veresége felbuzdította az alávetett poroszokat, akik a kelet-pomerániai (Pomerelleni hercegség) támogatással, majdnem sikerült elűzniük a lovagrendet, de külföldi támogatás megmentette a kereszteseket az összeomlástól. A háború eléggé súlyos vérveszteséget okozott a balti porosz népnek.
- Kúrsföldi keresztes hadjárat (1242–45) – A porosz felkeléssel egyidőben indítottak a kardtestvérek és a német lovagok keresztes hadjáratot Kúrföld még szabad nyugati részébe, de a teljes országrészt csak 1269-re tudták meghódítani.
- Sambiai keresztes hadjárat (1255) (Sambia ellen (1255)) – II. Ottokár cseh király vezette német-cseh keresztes hadak elfoglalták Samland (Sambia) porosz tartományt. Ekkor alapítottak egy új várost a Balti-tenger partján, amely nevét II. Ottokár tiszteletére kapta. A város neve – Königsberg.
- Nadrauiai-Natangiai keresztes hadjárat (1255–59) – A hadjárattal Natangent ismét meghódították a lovagok.
- Livóniai népek nagy felkelése – A litvánok Livónia elleni 1259-es támadásukkal a lettekkel és a kúrokkal nagy vereséget mértek a rendre a durbeni csatában, amelynek nyomán az összes livóniai nemzetiség fellázadt a Német Lovagrend és a Kardtestvérek rendje ellen.
- Második porosz felkelés – A durbeni vereség nyomán öt porosz törzs szövetségre lépett, s később más törzsek is csatlakoztak hozzájuk. Bár számos ütközetben győztek, de veszteségeik akkorák voltak, hogy rövidesen egyre jobban alulmaradtak a lovagrenddel szemben, akinek bőven volt katonasága a Német birodalom területéről rendszeresen érkező keresztesek révén.
- Sudauiai keresztes hadjárat (1277–83) – Ezzel az utolsó régió leigázásával véget ért Poroszország leigázása.
- 1295-ös porosz felkelés – A poroszok (pontosabban a sambiai és natangeni poroszok) utolsó nagy megmozdulása a Német Lovagrend ellen.

Háborúk Lengyelország, Litvánia és egyéb államok ellen:
- Litvániai teuton keresztes hadjáratok – A Német Lovagrend a pogány Litvánia ellen vezetett háborúi 1303-tól 1385-ig.
- Lengyel–lovagrendi háború (1309) – Ebben a háborúban foglalja el a lengyelektől a rend Danzig városát és Pomerellent.
- Lengyel–lovagrendi háború (1326–30) – A konfliktusban öt alkalommal magyar segédhadak segítették a Német Lovagrend elleni harcban a lengyeleket.
- Lengyel–lovagrendi háború (1331–32) – Az 1309–30-as évek hadakozásai közül ez a Német Lovagrend Lengyelország elleni legnagyobb támadása.
- Nagy észt felkelés – A teuton-kardtestvér rendek a dánoknak nyújtottak segítséget 1345-ben az észtek és a tallinniak felkelésének leverésére.
- Litván–tatár háború (1398–99) – A lovagrend és Nagy Vitold litván nagyfejedelem Temür Kutlug kán ellen indított támadása Toktamis kán megsegítésére.
- Lengyel–litván–lovagrendi háború (1401–04) – A Német Lovagrend elfordul Vitold litván nagyfejedelemtől és másik ellenfelét, Švitrigailát támogatva kezd háborúba Lengyelország-Litvánia ellen. A rend megszerzi Szamogitiát 1404-ben.
- Lengyel–litván–lovagrendi háború (1409–11) – Lengyelország-Litvánia és a Német Lovagrend döntő háborúja, amelynek legfőbb epizódja a legendás grünwaldi csata, s ezzel megtörik a rend hatalma.
- Lengyel–litván–lovagrendi háború (1414) – A rend a még 1411-ben elvesztett Szamogitia visszavételéért folytatott támadása.
- Lengyel–litván–lovagrendi háború (1422) – A rend második kudarcba fulladt Szamogitiáért folytatott támadása.
- Lengyel–lovagrendi háború (1431–32) – A Német Lovagrend egy újabb próbálkozása hatalma visszaszerzésére.
- Huszita háborúk (1433) – A táboriták és a lengyelek betörnek a teuton Pomerániába és Konitz vidékére.
- Lengyel–lovagrendi háború (1435) – A Német Lovagrend ismételten kísérletezett egy támadással Lengyelország ellen, de Jagelló Ulászló súlyos vereséget mért a lovagokra.
- Tizenhárom éves háború – A lovagrend Lengyelország elleni vesztes háborújával ezzel végleg vesztett.
- Lengyel–lovagrendi háború (1519–21) – Brandenburgi Albert nagymester egyszerű lázadása volt ez, amelynek végkimenetele a Rendi Állam 1526-os végleges megszűnése, amellyel a nagy hírű Német Lovagrend napja örökre leáldozott.